# Исаак бен-Яков га-Лабан
Исаак бен-Яков га-Лабан (ивр. יצחק הלבן‎ Ицхак ха-лаван) — богемский раввин-тосафист и литургический поэт XII века.

## Биография
Брат путешественника Петахии из Регенсбурга, жил в Праге.
Один из старейших тосафистов, современник рабби Элиезера из Меца и ученик раббену Тама.
Согласно Реканати, Исаак руководил иешиботом в Регенсбурге; некоторое время он жил в Вормсе. Исаак упоминается в Тосафот.

## Труды
Исаак бен-Моисей из Вены в «Ор заруаМелкий текст», № 739, цитирует комментарий Исаака к трактату «Кетубот», рукопись которого хранится в Мюнхенской библиотеке (№ 317).
Цунц считает Исаака автором пиюта, подписанного «Исаак бен-Яков».